# سازوی جنگلی پرگل
سازوی جنگلی پرگل (نام علمی: Luzula multiflora) نام یک گونه از سرده سازوی جنگلی است.